# Het vijfde zegel
Het vijfde zegel - Roman uit het Spanje der Inquisitie is een historische roman van Simon Vestdijk over de 16e-eeuwse [Griekse] schilder El Greco aan het Spaanse hof en zijn relatie met Filips II van Spanje. Vooral de scènes  waarin El Greco door de Inquisitie wordt ondervraagd zijn zeer beklemmend. De roman verscheen in 1937 en telde in de eerste druk 432 bladzijden. Hendrik Marsman noemde het boek: 'onze beste historische roman', hoewel Vestdijk zelf later niet zo enthousiast meer was over zijn roman.
De titel is afkomstig uit de Openbaring van Johannes, vers 6:9
En toen het het vijfde zegel geopend had, zag ik onder het altaar de zielen dergenen die gedood waren om het Woord Gods en om de getuigenis die zij hadden. En zij riepen met grote stem, zeggende: Hoe lang, o heilige en waarachtige Heerser, oordeelt en wreekt Gij ons bloed niet van diegenen die op aarde wonen?
Het werk werd geschreven van begin 1935 tot september 1936, met een hiatus van enkele maanden.

## Vertalingen
Het vijfde zegel is Simon Vestdijks meest vertaalde roman:
- 1939 - Duits - Das fünfte Siegel
- 1940 - Tsjechisch - El Greco, malír absolutna
- 1954 - Zweeds - El Greco i Toledo
- 1957 - Frans - La vie passionnée de El Greco
- 1961 - Slowaaks - Piata pečať
- 1965 - Sloveens - El Greco, ekstara groze
- 1966 - Portugees - El Greco
- 1970 - Pools - Piąta pieczęć: Powieść o El Greco

## Verfilmingen
In 1990 is er een 70 minuten durende Slowaakse tv-film van het boek verschenen, getiteld Piata pečať.